# Skronina
Skronina – wieś w Polsce położona w województwie łódzkim, w powiecie opoczyńskim, w gminie Białaczów.
16 marca 1943 wieś została spacyfikowana przez żandarmerię niemiecką. Rozstrzelano 20 mężczyzn. Ustalono nazwiska 11 zamordowanych. Zamordowano także rodzinę właściciela olejarni (w tym dwoje dzieci), Serwatki, a jego samego zesłano do obozu w Auschwitz.
W latach 1975–1998 miejscowość administracyjnie należała do województwa piotrkowskiego.
Wierni kościoła rzymskokatolickiego należą do parafii św. Doroty w Petrykozach.